# Коротковське сільське поселення
Коротко́вське сільське поселення (рос. Коротковское сельское поселение) — сільське поселення у складі Красночикойського району Забайкальського краю Росії.
Адміністративний центр — село Коротково.

## Населення
Населення сільського поселення становить 1307 осіб (2019; 1452 у 2010, 1636 у 2002).

## Склад
До складу сільського поселення входять:
| Населений пункт    | Населення, осіб (2002) | Населення, осіб (2010) |
| ------------------ | ---------------------- | ---------------------- |
| Барахоєво, село    | 617                    | 554                    |
| Биково, село       | 143                    | 129                    |
| Большаково, село   | 127                    | 125                    |
| Коротково, село    | 575                    | 515                    |
| Красні Річки, село | 174                    | 129                    |